# Homaliadelphus sharpii
Homaliadelphus sharpii är en bladmossart som beskrevs av A. J. Sharp 1944. Homaliadelphus sharpii ingår i släktet Homaliadelphus och familjen Neckeraceae. Inga underarter finns listade i Catalogue of Life.